# Chhaya
Chhaya é uma cidade e um município no distrito de Porbandar, no estado indiano de Gujarat.

## Demografia
Segundo o censo de 2001, Chhaya tinha uma população de 38 525 habitantes. Os indivíduos do sexo masculino constituem 53% da população e os do sexo feminino 47%. Chhaya tem uma taxa de literacia de 71%, superior à média nacional de 59,5%; a literacia no sexo masculino é de 78% e no sexo feminino é de 62%. 12% da população está abaixo dos 6 anos de idade.